# 닥 샘슨
닥 샘슨(Doc Samson)은 마블 코믹스가 발행하는 만화책의 등장인물로, 로이 토머스와 허브 트림프에 의해 만들어졌다. 헐크의 조력 인물이다. 2008년 공개된 영화 《인크레더블 헐크》에서는 타이 버렐이 연기했다.